# Agridoce (álbum)
Agridoce é o primeiro e único álbum do dueto homônimo, formado por Pitty e Martin Mendonça. Eles resolveram criar este projeto contendo músicas folk inspiradas nas de Leonard Cohen, Nick Drake, Jeff Buckley e Elliott Smith e logo mais tarde saiu o álbum e LP. Além dos vocais, Pitty assume o piano, e Martin, o violão. Foi lançado em 7 de novembro de 2011.
A primeira canção lançada como single foi "B.Day", com clipe gravado em casa por Daniel Weksler em um dia de chuva, como Pitty já afirmou foi só apenas uma diversão.
Ainda em 2011 eles lançaram o clipe gravado na Serra da Cantareira, "Dançando", e o documentário "Multishow Registro: Agridoce 20 Passos", ambos com direção de Otávio Sousa. No mesmo ano, entraram em turnê.

## Faixas
| N.º | Título                                          | Duração |  |
| 1.  | "Embrace the Devil"                             |         |  |
| 2.  | "Dançando"                                      |         |  |
| 3.  | "Say"                                           |         |  |
| 4.  | "Romeu"                                         |         |  |
| 5.  | "20 Passos"                                     |         |  |
| 6.  | "Ne Parle Pas"                                  |         |  |
| 7.  | "Upside Down"                                   |         |  |
| 8.  | "Epílogos"                                      |         |  |
| 9.  | "Rainy"                                         |         |  |
| 10. | "130 Anos"                                      |         |  |
| 11. | "O Porto"                                       |         |  |
| 12. | "Please, Please, Please Let Me Get What I Want" |         |  |
| 13. | "La Javanaise - (Bonus Track)"                  |         |  |

### Vinil (LP)
| Lado A |                     |         |  |
| N.º    | Título              | Duração |  |
| 1.     | "Embrace the Devil" |         |  |
| 2.     | "Dançando"          |         |  |
| 3.     | "Say"               |         |  |
| 4.     | "Romeu"             |         |  |
| 5.     | "20 Passos"         |         |  |
| 6.     | "Ne Parle Pas"      |         |  |

| Lado B |                                                 |         |  |
| N.º    | Título                                          | Duração |  |
| 1.     | "Upside Down"                                   |         |  |
| 2.     | "Epílogos"                                      |         |  |
| 3.     | "Rainy"                                         |         |  |
| 4.     | "130 Anos"                                      |         |  |
| 5.     | "O Porto"                                       |         |  |
| 6.     | "Please, Please, Please Let Me Get What I Want" |         |  |

## Desempenho

### Singles
| 2011 | "Dançando" | 10 | 2 | 12 |

## Agridoce E.P.
AGRIDOCE E.P. é o primeiro extended play (EP) e segundo LP do dueto homônimo, composto por quatro faixas. "Bday" e "Alvorada", que o público só conhecia em suas versões demo, "Ne Parles Pas (Tejo Remix)", que esteve no compacto em vinil, e a inédita "Beethoven Blues".

### Faixas
| EP / LP |                             |         |  |
| N.º     | Título                      | Duração |  |
| 1.      | "Alvorada"                  | 2:33    |  |
| 2.      | "Bday"                      | 3:21    |  |
| 3.      | "Beethoven Blues"           | 3:01    |  |
| 4.      | "Ne Parle Pas (Tejo Remix)" | 3:13    |  |